# Armoiries de la Gambie
Les armoiries de la Gambie furent adoptées à l'occasion de l'indépendance proclamée le 18 novembre 1964.

## Blasonnement
D'azur à la hache et la houe d'or posées en sautoir et à la double bordure de sinople et d'argent.
L'écu est soutenu par deux léopards lionnés, celui de dextre tient une hache, le fer posé sur le listel et celui de senestre tient une houe le fer aussi sur le listel.
Le tout est surmonté d'un heaume au naturel panaché d'or et d'azur, lui-même surmonté d'une chimère en forme de palmier à huile d'Afrique.
Un listel d'argent est déployé sous les pattes des léopards. Il porte en lettres de sable la devise nationale : “Progress, Peace, Prosperity” (« Progrès, paix, prospérité »).

## Signification
Les deux lions font allusion à l'époque où la Gambie faisait partie de l'Empire britannique. La hache et la houe représentent l'exploitation des forêts et l'agriculture, deux activités du pays, ainsi que les deux principaux groupes ethniques gambiens : les Peuls qui sont des éleveurs et les Mandingues qui sont des agriculteurs.

## Version originelle de 1964
Les deux léopards lionnés étaient d'or, armés et lampassés de gueules.